# Марія Єлизавета Саксонська
Марія Єлизавета Саксонська (нім. Maria Elisabeth von Sachsen; 24 листопада 1610—22 жовтня 1684) — саксонська принцеса з династії Веттінів, донька курфюрста Саксонії Йоганна Георга I та прусської принцеси Магдалени Сибілли, дружина герцога Гольштейн-Готторпського Фрідріха III, з яким мала шістнадцятеро дітей.

## Родина
Чоловік —  Фрідріх III, герцог Гольштейн-Готторпський
Діти:
- Софія Августа (1630—1680) — була пошлюблена з принцом Ангальт-Цербстським Йоганном VI, мала тринадцятеро дітей;
- Магдалена Сибілла (1631—1719) — була пошлюблена з герцогом Мекленбург-Гюстровським Густавом Адольфом, мала одинадцятеро дітей;
- Йоганн Адольф (1632—1633) — помер немовлям;
- Марія Єлизавета (1634—1665) — одружена із ландграфом Гессен-Дармштадтським Людвігом VI, мала восьмеро дітей;
- Фрідріх (1635—1654)
- Ядвіґа Елеонора (1636—1715) — була пошлюблена із королем Швеції Карлом Х Густавом, мала єдиного сина;
- Адольф Август (1 вересня—20 листопада 1637) — помер немовлям;
- Йоганн Георг (1638—1655) — вікарій у Любеку;
- Анна Доротея (1640—1713) — черниця;
- Крістіан Альбрехт (1641—1695) — наступний герцог Гольштейн-Готторпу, був одружений із Фредерікою Амалією Данською, мав четверо дітей;
- Густав Ульріх (16 березня—23 жовтня 1642) — помер немовлям;
- Крістіна Сабіна (1643—1644) — померла немовлям;
- Август Фрідріх (1646—1705) — принц Гольштейн-Готторпу, князь-єпископ Любека;
- Адольф (24 серпня—27 грудня 1647) — близнюк Єлизавети Софії, помер немовлям;
- Єлизавета Софія (24 серпня—16 листопада 1647) — близнючка Адольфа, померла немовлям;
- Августа Марія (1649—1728) — одружена з маркграфом Баден-Дурлахським Фрідріхом VII Магнусом, мала одинадцятеро дітей.